# I Want Someone to Eat Cheese With
I Want Someone to Eat Cheese With är en amerikansk långfilm från 2006 i regi av Jeff Garlin, med Jeff Garlin, Sarah Silverman, Bonnie Hunt och Amy Sedaris i rollerna.

## Handling
Den överviktiga och deprimerade komikern James Aaron (Jeff Garlin) blir avskedad från sitt jobb och dumpas av sin flickvän. Han träffar Beth (Sarah Silverman) som tar med honom på äventyr. I slutänden dumpar Beth honom och han blir istället ihop med sin dotters lärare, Stella Lewis (Bonnie Hunt).

## Rollista
| Jeff Garlin        | – James Aaron    |
| Sarah Silverman    | – Beth           |
| Bonnie Hunt        | – Stella Lewis   |
| Amy Sedaris        | – Ms. Clark      |
| David Pasquesi     | – Luca           |
| Mina Kolb          | – Mrs. Aaron     |
| Wallace Langham    | – Claude Clochet |
| Joey Slotnick      | – Larry          |
| Richard Kind       | – Herb Hope      |
| Rebecca Sage Allen | – Andrea Hope    |
| Roger Bart         | – Burl Canasta   |
| Dan Castellaneta   | – Dick           |